# Atentado en Beirut de 2012
El Atentado en Beirut de 2012 fue una detonación de un coche bomba, que sucedió el 19 de octubre de ese año en una calle adyacente a la plaza Sassine del barrio mayormente cristiano de Achrafieh en Beirut, capital de Líbano, y se cobró la vida de 8 personas, entre ellas la del jefe de la inteligencia policial del país, Wissam al-Hassan, además de dejar a alrededor de 110 heridos.
Muchos políticos libaneses, entre ellos el ex primer ministro Saad Hariri, acusaron al presidente sirio Bashar al-Asad de estar detrás del asesinato. El gobierno sirio, sin embargo, emitió una declaración oficial condenando el atentado.

## Escenario

### Wissam al-Hassan
Desde el primer momento, la hipótesis más barajada fue la de que el régimen sirio estaba detrás del atentado, ya que el jefe del servicio de Inteligencia de la policía libanesa, Wissam al-Hassan, era desde hacía años un claro enemigo del presidente Bashar al-Asad, además de ser una pieza clave en la oposición de la Alianza del 14 de marzo y un líder de los musulmanes suníes del Líbano.
Hassan dirigió una importante operación en Líbano que ayudó a desarticular un complot de algunas figuras libanesas afines a al-Asad. En dicha operación fue detenido el exministro de Información libanés, Michel Samaha, estrechamente vinculado a al-Asad.
Samaha confesó en un interrogatorio su participación en la transferencia de explosivos desde Siria al norte de Líbano para ser utilizadas en una campaña de atentados ideada para amplificar las tensiones sectarias. Además, Samaha fue acusado de participar en la planificación de diversos atentados contra dirigentes políticos y religiosos libaneses.

### Guerra Civil Siria

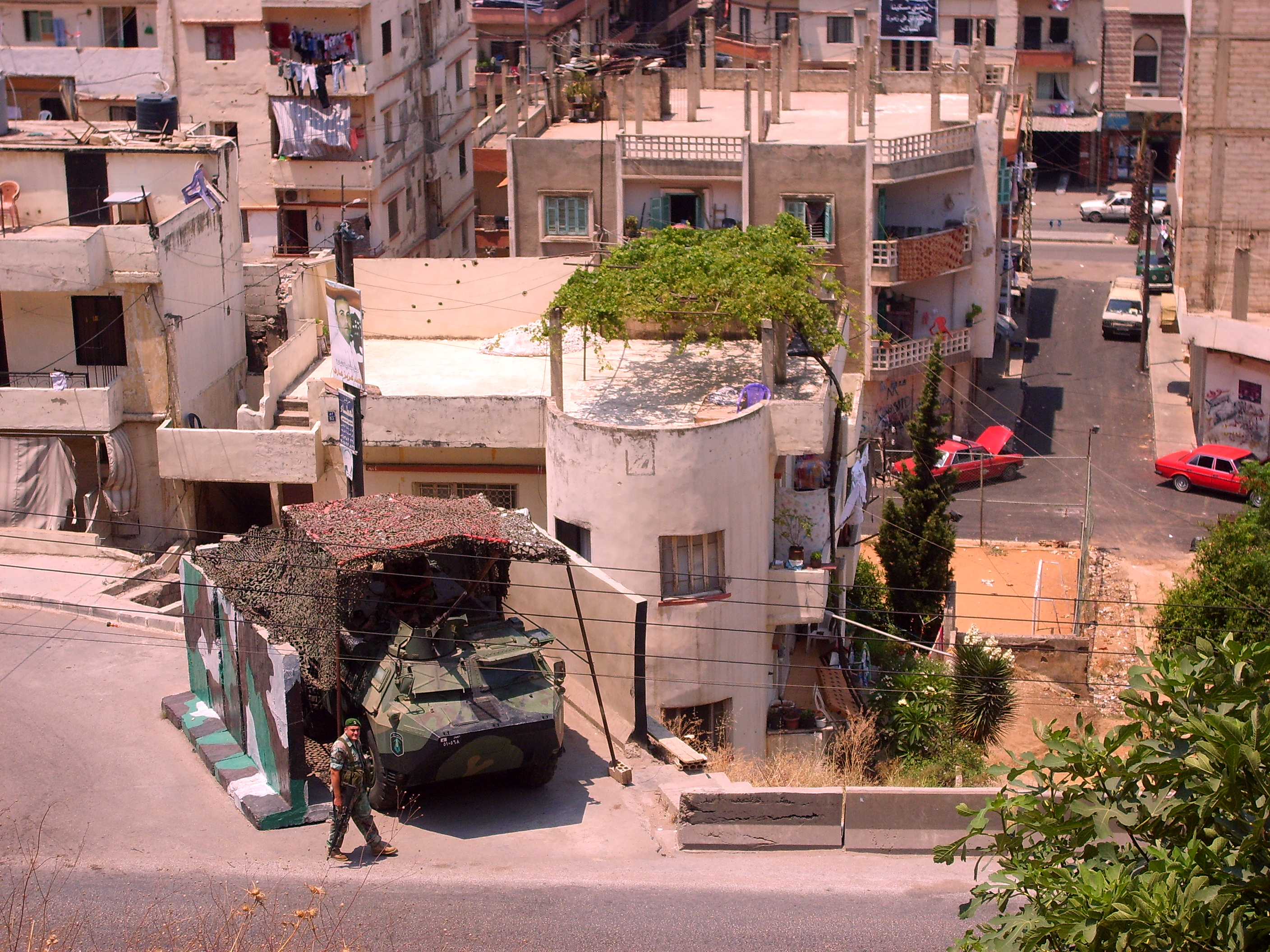
Miembros del ejército libanés apostados en la calle de Siria para prevenir enfrentamientos

Siria siempre ha influido directamente en el Líbano, y la sociedad se encuentra polarizada entre los partidarios y los opositores a esta presencia extranjera. Por ello, cuando Siria entró en una sangrienta guerra civil, los combates se hicieron eco en muchas ciudades (especialmente en Trípoli), combatiendo entre sí los partidarios del gobierno del presidente Asad y los del rebelde Ejército Libre.
Esto ha provocado temores a que el país vuelve a una situación similar a la vivida durante la guerra civil de 1975 a 1990.

## Atentado

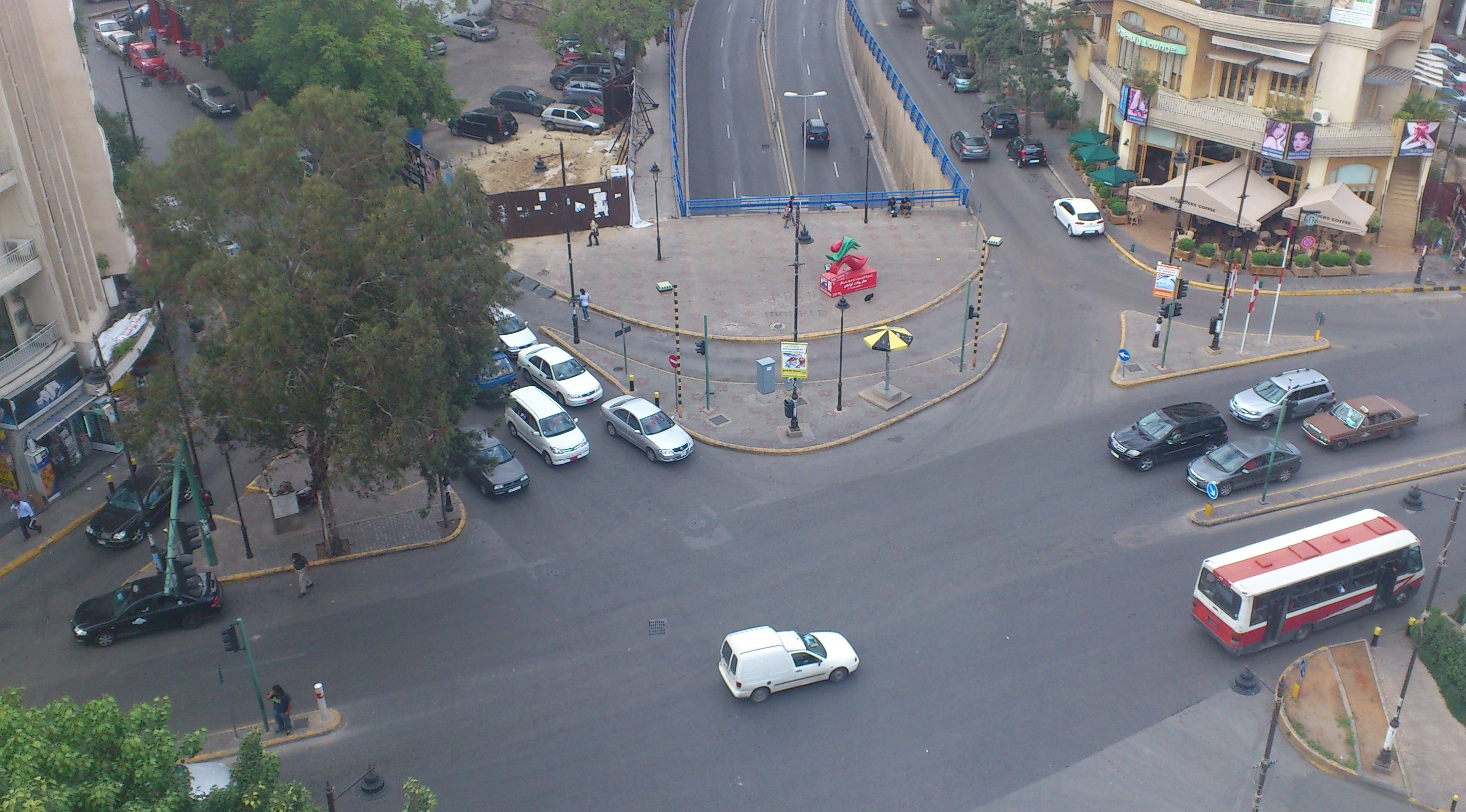
Plaza Sassine

El atentado se llevó a cambo mediante un coche bomba, que estalló el 19 de octubre de 2012 a mediodía en el centro de Beirut. dejando un rastro de devastación en las inmediaciones de la conocida plaza de Sassine, una zona habitada mayoritariamente por cristianosy a tan solo 200 metros de la sede del Partido Cristiano de la Falange Libanesa.
La explosión ocurrió poco antes de las tres de la tarde hora local y retumbó en todo el barrio, de donde se elevó una enorme fumarola negra.
De acuerdo a los exámenes preliminares de los expertos en explosivos del Ejército libanés, el coche había sido lleno de explosivos por un valor de 30 kilogramos de TNT. La explosión, que se describe como "masiva", dejó una grieta grande en el camino y arrancó balcones de los edificios cercanos. El coche en el que se cree que contenía la bomba según informes, se dividió en dos por la fuerza de la explosión, cuya fuerza envió escombros a cientos de metros.
El número de víctimas exacto no fue en un principio claro: La Agencia Nacional de Noticias libanesa primero dijo que ocho personas habían muerto y más de 90 resultaron heridas, pero la cifra se modificó posteriormente a cuatro muertos y 110 heridos. Se cree que el conductor de al-Hassan, Ahmad Suhyuni, murió junto a él en el ataque.
Este fue el primer coche bomba en Beirut desde 2008.

## Reacciones
Muchos políticos libaneses, entre ellos el ex primer ministro Saad Hariri, acusaron al presidente sirio Bashar al-Asad de estar detrás del asesinato. Tras el atentado, surgieron nuevos temores a un conflicto sectario similar al que ocurrió entre 1975 y 1990.
- Tanto Damasco como Hezbolá emitieron una declaración condenando el atentado.[1]

- La Alianza del 14 de marzo pidió la renuncia del gobierno del primer ministro Najib Mikati, ya que su coalición política está formada por miembros de dicha organización.[1]

- Un diputado del partido Movimiento del Futuro aseguró que era "un mensaje de Siria para aterrorizar al pueblo libanés".[5]

- El primer ministro Mikati ofreció su dimisión al presidente Michel Suleiman, pero éste le pidió que se quedara por un "periodio de tiempo". Mikati también consideró necesaria la formación de un Gobierno de unidad nacional para intentar cerrar la crisis política que surgió tras el atentado.[11]

- Los máximos representantes de la Iglesia maronita (Monseñor Béchara Raï) y del islam suní (jeque Mohammed Rashid Qabbani) en el Líbano instaron a la unidad, la calma y la contención de la violencia.[11]

### Manifestaciones
19 de octubre
El mismo día del atentado, cientos de musulmanes suníes salieron a las calles y quemaron neumáticos como protesta a lo largo de todo el país.
20 de octubre
La situación empeoró en el norte del país, especialmente en la ciudad de Trípoli (la segunda ciudad más poblada del Líbano), donde los manifestantes mostraron su ira bloqueando ciertas vías, mientras se escuchaban disparos en los barrios más conflictivos entre anti y pro-Asad (el presidente sirio, acusado de implicación en el atentado).
La Agencia Nacional de Noticias informó de que el jeque Abdul Razzaq al Asmar murió de madrugada como consecuencia de los choques desatados, una situación que el Ejército logró calmar después con su intervención en la zona.
En la capital, las rutas que comunican la zona de Mazraa y la Ciudad Deportiva fueron cortadas con neumáticos ardiendo. En la región septentrional de Akkar varias rutas también estaban cortadas, así como en el sur y en el este del país.
21 de octubre
Luego del funeral de Hassan, miles de personas tomaron las calles para organizar una manifestación anti-siria

"Revolución 2012: Asad trata desestabilizar el país; estamos aquí para decir que no lo conseguirá".
Pancarta anti-siria en una manifestación

Una marcha se organizó en el barrio donde se produjo el atentado. Varios simpatizantes del Ejército Libre Sirio, entre los que se encontraban algunos rebeldes refugiados en Trípoli, hicieron su aparición, seguidos de un nutrido grupo de salafistas.

### Combates
22 de octubre
5 personas murieron en combates entre alauíes partidarios de Asad y suníes opositores. Los combates más intensos se registraron en la ciudad de Trípoli.
23 de octubre
El ejército libanés detuvo a más de 100 personas relacionadas en los choques del día anterior producidos en Beirut y en Trípoli.

### Reacciones internacionales
- Organización de las Naciones Unidas - El Consejo de Seguridad emitió una "condena inequívoca" del ataque terrorista[17][18] mientras que el Secretario General Ban Ki-moon instó "a todos los partidos libaneses a no ser provocados por este atroz acto terrorista y mantengan su compromiso con la unidad nacional."[6]

- Unión Europea - La Alta Representante de la Unión Europea Catherine Ashton condenó el ataque, centrando su atención en las muertes civiles.[19]

- Francia - La oficina del presidente francés François Hollande instó a los políticos libaneses a permanecer unidos y protegerse de los intentos de desestabilizar el país, "sin importar su procedencia", describiendo la muerte de al-Hassan como una gran pérdida. El Ministro de Exteriores francés, Laurent Fabius, pidió la moderación en el Líbano, diciendo que "ahora más que nunca es necesario para el Líbano mantenerse alejada de tensiones regionales."[19] Fabius dijo más tarde en una entrevista por televisión que Siria estaba probablemente involucrada en el atentado.[20]

- Siria - El Ministro de Información de Siria Omran al Zohbi condenó el atentado, comentando a la Syrian Arab News Agency (SANA) que "este tipo de ataques terroristas y cobardes son injustificables, dondequiera que se produzcan."[7][6]

- Irán - El portavoz del ministro de exteriores condenó el ataque y culpó a Israel del suceso, diciendo que «el régimen sionista» «se beneficia de la inestabilidad y falta de seguridad en la región».[21]

- Arabia Saudita - La agencia de noticias oficial del país, la Saudi Press Agency, emitió un informe, condenando duramente el ataque terrorista.[22]

- Estados Unidos - El portavoz del Departamento de Estado dijo que los EE. UU. "apoyarían al pueblo libanés" y reafirmó "el compromiso de un Líbano estable, soberano e independiente" de la administración."[18]